# Liste der Biografien/Monh
Liste der Biografien |
Portal Biografien |
Personensuche
# |
A |
B |
C |
D |
E |
F |
G |
H |
I |
J |
K |
L |
M |
N |
O |
P |
Q |
R |
S |
T |
U |
V |
W |
X |
Y |
Z |
?
 
Ma |
Mb |
Mc |
Md |
Me |
Mf |
Mg |
Mh |
Mi |
Mj |
Mk |
Ml |
Mm |
Mn |
Mo |
Mp |
Mq |
Mr |
Ms |
Mt |
Mu |
Mv |
Mw |
Mx |
My |
Mz
 
Moa |
Mob |
Moc |
Mod |
Moe |
Mof |
Mog |
Moh |
Moi |
Moj |
Mok |
Mol |
Mom |
Mon |
Moo |
Mop |
Moq |
Mor |
Mos |
Mot |
Mou |
Mov |
Mow |
Mox |
Moy |
Moz
 
Mona |
Monb |
Monc |
Mond |
Mone |
Monf |
Mong |
Monh |
Moni |
Monj |
Monk |
Monl |
Monm |
Monn |
Mono |
Monr |
Mons |
Mont |
Monu |
Monv |
Mony |
Monz
Die Liste der Biografien führt alle Personen auf, die in der deutschsprachigen Wikipedia einen Artikel haben. Dieses ist eine Teilliste mit 16 Einträgen von Personen, deren Namen mit den Buchstaben „Monh“ beginnt.

## Monh

### Monha
- Monhardt, Stefan (* 1963), deutscher Schriftsteller und Übersetzer
- Monhaupt, Ernst (1775–1835), preußischer Generalleutnant der Artillerie, Kommandant der Festung Wesel

### Monhe
- Monheim, Andreas (1750–1804), Apotheker, Bürgermeister von Aachen
- Monheim, Bernd (1933–2010), deutscher Industriemanager
- Monheim, Felix (1916–1983), deutscher Geograph und Hochschullehrer
- Monheim, Florian (* 1963), deutscher Architekturfotograf
- Monheim, Gert (* 1944), deutscher Dokumentarfilmer und Journalist
- Monheim, Heiner (* 1946), deutscher Verkehrswissenschaftler
- Monheim, Johann Peter Joseph (1786–1855), Apotheker, Chemiker und Politiker
- Monheim, Johannes (1509–1564), protestantischer Theologe und Pädagoge sowie Schulleiter in Essen, Köln und Düsseldorf
- Monheim, Leonard (1830–1913), deutscher FabrikantLeonard Monheim (1830–1913)

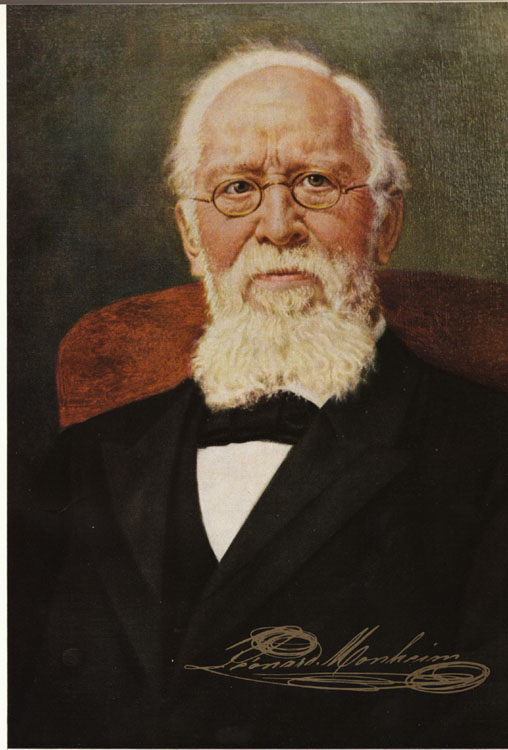
Leonard Monheim (1830–1913)

- Monheim, Mark (* 1977), deutscher Regisseur und Drehbuchautor
- Monheim, Rolf (* 1941), deutscher Geograph und Stadtplaner
- Monheim, Ursula (* 1939), deutsche Politikerin (CDU), MdL
- Monheim, Viktor (1813–1897), deutscher Apotheker, Chemiker und Botaniker
- Monheit, Jane (* 1977), amerikanische Sängerin